# 第55回有馬記念
第55回有馬記念（だい55かいありまきねん）は、2010年12月26日に中山競馬場で施行された競馬の競走である。

## 概要
2007年から国際競走となっているが、予備登録を行っていたバーボンベイとプリンスウィルアイアム（ともにアメリカ合衆国 ）が12月1日に出走を辞退したため、4年連続で外国馬の出走はなかった。なお、当年度からは同年のGI競走優勝馬で、当競走の3着以内に入着した競走馬に褒賞金が交付される。

## ファン投票の結果
2010年11月20日から12月5日までファン投票が行われ、11月25日に第1回中間発表、12月2日に第2回中間発表、12月9日に最終発表が行われた。最終の有効件数は15万3448件、有効投票総数は144万4796票だった。
最終順位上位20頭は以下のとおり。16位のフォゲッタブルまでがファン投票による選出馬となる。
| 順位 | 馬名               | 得票数  | 出否      |
| ---- | ------------------ | ------- | --------- |
| 1位  | ブエナビスタ       | 111,323 | 出走      |
| 2位  | ローズキングダム   | 85,733  | 出走→取消 |
| 3位  | アパパネ           | 76,197  | 回避      |
| 4位  | ドリームジャーニー | 72,133  | 出走      |
| 5位  | ナカヤマフェスタ   | 71,466  | 回避      |
| 6位  | ヴィクトワールピサ | 64,271  | 出走      |
| 7位  | オウケンブルースリ | 63,725  | 出走      |
| 8位  | ペルーサ           | 56,141  | 出走      |
| 9位  | エイシンフラッシュ | 54,449  | 出走      |
| 10位 | ジャガーメイル     | 42,914  | 回避      |
| 11位 | ロジユニヴァース   | 40,105  | 回避      |
| 12位 | レッドディザイア   | 35,755  | 出走      |
| 13位 | アーネストリー     | 34,152  | 回避      |
| 14位 | メイショウベルーガ | 29,181  | 出走      |
| 15位 | シンゲン           | 22,579  | 回避      |
| 16位 | フォゲッタブル     | 19,962  | 出走      |
| 17位 | エアシェイディ     | 18,241  | 回避      |
| 18位 | マイネルキッツ     | 16,976  | 回避      |
| 19位 | キャプテントゥーレ | 14,149  | 回避      |
| 20位 | リーチザクラウン   | 13,359  | 回避      |

最終登録を行った馬のうち、最終順位21位以下で100位までに入った馬の順位は以下のとおり。
| 順位 | 馬名               | 得票数 | 出否      |
| ---- | ------------------ | ------ | --------- |
| 21位 | ネヴァブション     | 13,209 | 出走      |
| 23位 | ルーラーシップ     | 12.018 | 出走      |
| 28位 | トーセンジョーダン | 9,665  | 出走      |
| 29位 | ジャミール         | 9,352  | 出走      |
| 35位 | ダノンシャンティ   | 7,409  | 出走      |
| 39位 | トゥザグローリー   | 7,135  | 出走      |
| 69位 | モンテクリスエス   |        | 登録→除外 |

## レース施行前の状況

### 各競走の結果
当競走出走馬は色抜きで示す。
| 施行日   | レース名                            | 着順 | 競走馬名                |
| -------- | ----------------------------------- | ---- | ----------------------- |
| 06月27日 | 第51回宝塚記念（GI）                | 1着  | ナカヤマフェスタ        |
| 06月27日 | 第51回宝塚記念（GI）                | 2着  | ブエナビスタ            |
| 09月26日 | 第56回オールカマー（GII）           | 1着  | シンゲン                |
| 10月10日 | 第61回毎日王冠（GII）               | 1着  | アリゼオ                |
| 10月10日 | 第45回京都大賞典（GII）             | 1着  | メイショウベルーガ      |
| 10月24日 | 第71回菊花賞（GI）                  | 1着  | ビッグウィーク          |
| 10月24日 | 第71回菊花賞（GI）                  | 2着  | ローズキングダム        |
| 10月31日 | 第142回天皇賞（秋）（GI）           | 1着  | ブエナビスタ            |
| 10月31日 | 第142回天皇賞（秋）（GI）           | 2着  | ペルーサ                |
| 11月07日 | 第48回アルゼンチン共和国杯（GII）   | 1着  | トーセンジョーダン      |
| 11月14日 | 第35回エリザベス女王杯（GI）        | 1着  | スノーフェアリー        |
| 11月14日 | 第35回エリザベス女王杯（GI）        | 2着  | メイショウベルーガ      |
| 11月28日 | 第30回ジャパンカップ（GI）          | 1着  | ローズキングダム        |
| 11月28日 | 第30回ジャパンカップ（GI）          | 2着  | ブエナビスタ（1位降着） |
| 12月04日 | 第44回ステイヤーズステークス（GII） | 1着  | コスモヘレノス          |

### 登録および各馬の状況
ファン投票20位以内の馬のうち、3位のアパパネは当初の予定通り年内を休養に充てるために、5位のナカヤマフェスタは跛行を発症したため、10位のジャガーメイルは香港ヴァーズに出走したため回避した。また11位のロジユニヴァースは休養中、13位のアーネストリーと15位のシンゲンは当初有馬記念に向けて調整していたが、前者は態勢が整わないために、後者は距離の適性を鑑みて出走を自重した。
12月9日に発表された最終登録時点では、出走可能頭数（フルゲート）16頭に対し19頭の特別登録があった。
ファン投票による選出馬をのぞく残りの出走枠について、収得賞金上位6頭のダノンシャンティ、ネヴァブション、トーセンジョーダン、ジャミール、トゥザグローリー、ルーラーシップまでが出走可能となり、アルコセニョーラ、モンテクリスエス、コスモラピュタが非抽選で除外となった。
枠順は12月23日に発表された。
なお、ローズキングダムが12月24日に軽度のせん痛を起こしたため、出走を取り消した。

### 施行直前の状況
最終的にGI馬7頭（ローズキングダムを含めると8頭）、ジャミールをのぞく14頭が重賞優勝馬という顔ぶれになった。
一番の注目を集めたのは前年2着のブエナビスタであった。当年はGIを2勝していたが、前走のジャパンカップでは進路妨害により2着に降着となっており、雪辱を期すレースとなった。そのほかの古馬のうち、前年の覇者であるドリームジャーニーは脚部の不安から順調にレースを使えていなかったが、このレースを目標に調整を進め、状態は本年の宝塚記念（4着）のとき以上と報じられていた。牝馬ではエリザベス女王杯2着のメイショウベルーガと前年の秋華賞でブエナビスタに勝ち、当年はドバイで開かれたマクトゥームチャレンジラウンド3を制するなど日本国外で活躍したレッドディザイアが出走した。
これに対する3歳勢はローズキングダムが取り消したものの、皐月賞を勝ち、前走ジャパンカップでは僅差の3着だったヴィクトワールピサ、東京優駿優勝馬エイシンフラッシュ、NHKマイルカップ優勝馬ダノンシャンティ、GI未勝利ながら秋のGI戦線で上位に食い込む活躍を見せるペルーサが注目された。

## 出走馬と枠順
- 2010年12月26日　第5回中山競馬第8日目　第10競走
- 天気：晴、馬場状態：良、発走時刻：15時25分
- 負担重量は4歳以上牡馬57kg、4歳以上牝馬及び3歳牡馬55kg、全馬日本（）調教馬。

| 枠番 | 馬番 | 競走馬名           | 性齢 | 騎手            | 調教師     | オッズ       | レーティング |
| ---- | ---- | ------------------ | ---- | --------------- | ---------- | ------------ | ------------ |
| 1    | 1    | ヴィクトワールピサ | 牡3  | M・デムーロ     | 角居勝彦   | 8.4（2人）   | 119L         |
| 1    | 2    | ネヴァブション     | 牡7  | 後藤浩輝        | 伊藤正徳   | 59.9（12人） | 115I-L       |
| 2    | 3    | フォゲッタブル     | 牡4  | 岩田康誠        | 池江泰郎   | 62.3（13人） | 113E         |
| 2    | 4    | トーセンジョーダン | 牡4  | 三浦皇成        | 池江泰寿   | 20.0（7人）  | 111L         |
| 3    | 5    | ルーラーシップ     | 牡3  | C・ルメール     | 角居勝彦   | 17.6（6人）  | 113M・L      |
| 3    | 6    | ローズキングダム   | 牡3  | 武豊            | 橋口弘次郎 | （出走取消） | 120L         |
| 4    | 7    | ブエナビスタ       | 牝4  | C・スミヨン     | 松田博資   | 1.7（1人）   | 121I-L       |
| 4    | 8    | メイショウベルーガ | 牝5  | 蛯名正義        | 池添兼雄   | 38.4（9人）  | 112L         |
| 5    | 9    | ダノンシャンティ   | 牡3  | F・ベリー       | 松田国英   | 39.5（10人） | 115M         |
| 5    | 10   | エイシンフラッシュ | 牡3  | 内田博幸        | 藤原英昭   | 12.6（5人）  | 118L         |
| 6    | 11   | トゥザグローリー   | 牡3  | C・ウィリアムズ | 池江泰郎   | 75.9（14人） | 109I         |
| 6    | 12   | ドリームジャーニー | 牡6  | 池添謙一        | 池江泰寿   | 12.1（4人）  | 120L         |
| 7    | 13   | オウケンブルースリ | 牡5  | 横山典弘        | 音無秀孝   | 24.9（8人）  | 115L         |
| 7    | 14   | ペルーサ           | 牡3  | 安藤勝己        | 藤沢和雄   | 8.9（3人）   | 120I         |
| 8    | 15   | レッドディザイア   | 牝4  | 四位洋文        | 松永幹夫   | 47.2（11人） | 115I(A)、L   |
| 8    | 16   | ジャミール         | 牡4  | 福永祐一        | 松元茂樹   | 91.8（15人） | 110E         |

## レース結果

### レース展開
ドリームジャーニーが出遅れ、エイシンフラッシュも出脚が付かず後方からの競馬となる。対して発馬が心配されていたペルーサは好スタートを決め、積極的に先団に取り付いていく展開にスタンドがどよめいた。先行争いはトーセンジョーダンが気合いをつけて逃げ、追い込みタイプのオウケンブルースリが2番手につけた。トゥザグローリーが3番手でペルーサが4番手、直後にヴィクトワールピサがつけ、ブエナビスタとエイシンフラッシュは中団馬群の後方、ドリームジャーニーとダノンシャンティはさらに後方を進み、最後方にレッドディザイアがつけた。正面スタンド前ではヴィクトワールピサがペルーサを交わし4番手に上がる。前年と異なり積極的に飛ばしていく逃げ馬が不在だったこともありペースは上がらず、逃げたトーセンジョーダンは最初の1000メートルを62.0秒というスローペースに落とし込み集団を引っ張っていった。
向こう正面に入るとルーラーシップが中団から前に進出。これに呼応するかのように4番手にいたヴィクトワールピサが第3コーナー手前で一気にトーセンジョーダンに並びかけ一時は先頭に立つなど、ペースが上がり始める。一方後ろの馬順はほとんど変わらず、ブエナビスタは馬群で折り合いをつけ、第4コーナーのカーブでじょじょに外目に持ち出して直線に向いた。
最後の直線に入り、トーセンジョーダンを交わしてヴィクトワールピサが先頭に立ち、これにトゥザグローリー、ペルーサ、トーセンジョーダンが粘るところ、外からブエナビスタが一気に末脚を伸ばし、内で逃げ込みを図るヴィクトワールピサと並んでゴールした。
6分にもおよぶ写真判定の結果ヴィクトワールピサがハナ差追撃をしのいで皐月賞以来のGI制覇を達成。ブエナビスタはわずかに及ばず2年連続の2着となり雪辱は果たせなかった。
以下トゥザグローリー、ペルーサ、逃げたトーセンジョーダンの順に入着。ブエナビスタをのぞく上位5頭は第4コーナーを5番手以内で回っており、後方でレースを進めたドリームジャーニーなどは末脚不発に終わった。

### レース着順
| 着順 | 馬番 | 競走馬名           | タイム | 着差   | 上がりタイム |
| ---- | ---- | ------------------ | ------ | ------ | ------------ |
| 1    | 1    | ヴィクトワールピサ | 2:32.6 |        | 34.6         |
| 2    | 7    | ブエナビスタ       | 2:32.6 | ハナ   | 33.8         |
| 3    | 11   | トゥザグローリー   | 2.32.6 | クビ   | 34.4         |
| 4    | 14   | ペルーサ           | 2:32.7 | 3/4    | 34.4         |
| 5    | 4    | トーセンジョーダン | 2:32.9 | 1.1/2  | 34.9         |
| 6    | 5    | ルーラーシップ     | 2:33.0 | クビ   | 34.4         |
| 7    | 10   | エイシンフラッシュ | 2.33.0 | アタマ | 34.2         |
| 8    | 2    | ネヴァブション     | 2:33.4 | 2.1/2  | 34.8         |
| 9    | 9    | ダノンシャンティ   | 2:33.6 | 1.1/2  | 34.3         |
| 10   | 3    | フォゲッタブル     | 2:33.7 | クビ   | 35.0         |
| 11   | 13   | オウケンブルースリ | 2:33.7 | 1/2    | 35.4         |
| 12   | 8    | メイショウベルーガ | 2:33.8 | クビ   | 35.0         |
| 13   | 12   | ドリームジャーニー | 2:33.8 | アタマ | 34.7         |
| 14   | 15   | レッドディザイア   | 2:34.0 | 1.1/4  | 34.2         |
| 15   | 16   | ジャミール         | 2:34.0 | アタマ | 35.1         |
| 取消 | 6    | ローズキングダム   |        |        |              |

### データ
| ハロンタイム        | 6.9 - 11.4 - 12.0 - 12.3 - 12.7 - 13.4 - 13.5 - 12.3 - 11.5 - 12.0 - 11.7 - 11.1 - 11.8 |
| 1000m通過タイム     | 62.0秒（トーセンジョーダン）                                                            |
| 上がり4ハロン       | 46.6秒                                                                                  |
| 上がり3ハロン       | 34.6秒                                                                                  |
| 優勝馬上がり3ハロン | 同上                                                                                    |

### 払戻
| 単勝   | 1      | 840円   |
| 複勝   | 1      | 200円   |
| 複勝   | 7      | 110円   |
| 複勝   | 11     | 1260円  |
| 枠連   | 1-4    | 480円   |
| 馬連   | 1-7    | 550円   |
| 馬単   | 1-7    | 1640円  |
| 3連複  | 1-7-11 | 11610円 |
| 3連単  | 1-7-11 | 60770円 |
| ワイド | 1-7    | 270円   |
| ワイド | 1-11   | 5680円  |
| ワイド | 7-11   | 2430円  |

## 達成された記録
- 3歳馬の優勝は第47回優勝馬のシンボリクリスエス以来、8年ぶり。この年以降、3年連続で3歳馬が有馬記念を制することになる。
- 1着から3着まで外国人騎手が独占した。これは史上初。
- 優勝馬ヴィクトワールピサと2着ブエナビスタとの差は有馬記念史上最小着差となる2センチメートルであった。

## 入場者数・レース売り上げ
- 入場人員 - 120,213人（前年比 104.2%）[6]
- 売上金 - 38,854,993,200円（前年比 96.1%）- 売上金としては21年ぶりに400億円台を割る結果となった[7]。

## エピソード
- プレゼンターは第69代横綱の白鵬翔が務めた。